# Dòlar estatunidenc
El dòlar dels Estats Units d'Amèrica (en anglès The United States of America dollar o simplement, dollar) és la unitat monetària oficial dels Estats Units d'Amèrica des del 6 de juliol de 1785. De l'emissió del dòlar se n'encarrega la Reserva Federal (en anglès, Federal Reserve). El símbol utilitzat és $, encara que el Fons Monetari Internacional també fa servir US$. El codi ISO 4217 del dòlar és USD. El dòlar dels Estats Units d'Amèrica també és utilitzat en altres països com a moneda oficial: l'Equador, El Salvador, les illes BES, les illes Turks i Caicos, les illes Verges Britàniques i Panamà a Amèrica, Timor Oriental a l'Àsia, Zimbàbue a l'Àfrica i a les antigues dependències oceàniques de les Illes Marshall, els Estats Federats de Micronèsia i Palau. És també la mesura estandarditzada per a la cotització de l'or i del petroli.

## Etimologia
L'origen de la paraula dòlar es remunta al segle xvi, quan el compte Hieronymus Schlick de Bohèmia va començar a encunyar monedes conegudes com a Joachimstalers (de l'alemany thal, o en l'actualitat en general Tal, "vall", cognat amb el "dale" en anglès), anomenat així per Joachimstal, la vall on s'extreia l'argent (Vall de Sant Joaquim, ara Jáchymov, que pertanyia al Sacre Imperi Romanogermànic i que en l'actualitat forma part de la República Txeca). Joachimstaler va ser escurçat més endavant a Thaler en alemany, una paraula que finalment es va traduir en danès i suec com daler. D'altra banda, també hi ha referències a daler o Daalder en neerlandès, en etíop Talari, en hongarès taller, en italià tallero, i en anglès com dòlar totes elles provinents de la moneda alemanya Guldengroschen ("gran florí", sent d'argent, però d'igual en valor a un florí d'or), també encunyades a l'argent de Joachimsthal.
Les monedes encunyades a Joachimsthal aviat van deixar el seu nom a altres monedes de similar grandària i el pes d'altres llocs. Un exemple d'això, era una moneda holandesa que representa un lleó, d'aquí el seu nom leeuwendaler Holandès. El leeuwendaler va ser autoritzada a contenir 427,16 grams d'argent fina de 0,750 i és d'ús local. És més lleugera que les grans monedes de denominació llavors en circulació, i per això era més avantatjosa per a un comerciant holandès de pagar un deute extern en leeuwendalers i de manera que es va convertir en la moneda d'elecció per al comerç exterior. El leeuwendaler era popular a les Índies Orientals Holandeses i a la colònia holandesa de Nova York. També va ser popular a tota l'Europa de l'Est, on ha comportat que la moneda actual romanesa i la moneda moldava es diguin leu (literalment "lleó").
Entre la comunitat de parla anglesa la moneda va arribar a ser coneguda popularment com el dòlar lleó. I de fet és l'origen del nom de Dollar. De fet la pronunciació moderna en anglès americà de dòlar, és encara molt pròxima a la pronunciació holandesa del segle xvii de daler.
Per analogia amb aquest lleó en dòlars, pesos d'Espanya, amb el mateix pes i forma que el dòlar lleó, va arribar a ser conegut com els dòlars espanyols. A mitjans del segle xviii, el dòlar lleó havia estat reemplaçat pel dòlar espanyol, l'arxiu que es van distribuir àmpliament en les colònies espanyoles del Nou Món i a les Filipines. Amb el temps, la paraula va perdre la referència a Espanya i es va convertir en el dòlar, que fou la primera moneda oficial nord-americana.

## Malnoms
L'expressió col·loquial buck (igual que la paraula britànica quid per la lliura esterlina) s'usa sovint per referir-se als dòlars de diverses nacions, incloent el dòlar dels Estats Units. Aquest terme, que data del segle xviii, pot tenir el seu origen en el comerç de pells colonial. Greenback (bitllet verd) és un altre malnom originalment aplicat específicament als dòlars el segle xix, creat per Abraham Lincoln per finançar els costos de la guerra civil al Nord. Aquest mot encara s'utilitza per referir-se al dòlar dels EUA (Però no als dòlars d'altres països). Altres noms coneguts del dòlar inclouen greenmail, green i Dead Presidents (l'últim perquè els presidents morts són representats en els bitllets). Gran de vegades abreujat a simplement "G", és un terme comú per a la quantitat de 1000$. El sufix K o k (de quilo) també s'utilitza comunament per referir-se a aquesta quantitat (com 10k $ per 10.000 dòlars). En anglès col·loquial, quan algú es refereix a large or stack, en general fa referència a una quantitat que és un múltiple de 1.000 $ (per exemple, fifty large (cinquanta dels grans), és a dir $ 50.000). Els malnoms pels bitllets són els mateixos que els seus valors (per exemple cinc, vint, etc.). El bitllet de 100 $ és anomenat Benjamin, Benji o Franklin (en honor de Benjamin Franklin, que surt al bitllet). El bitllet C prové del fet que C és el nombre romà per 100. El bitllet de 20 $ s'ha anomenat doble 10 $, "dub" o "Jackson" (per Andrew Jackson), el bitllet de 10 sawbuck (per la forma del nombre romà X freqüent en els primers bitllets de 10$), " ten-spot" o "Hamilton" (per Alexander Hamilton). El bitllet de 5$ és conegut com fin", "fiver" or "five-spot" i el bitllet de 2$ es diu de vegades "deuce", "Tom", "Jefferson" o "TJ" (per Thomas Jefferson). Finalment, el bitllet de 1$, és conegut com a single o buck. El dòlar també s'ha referit com bone o bones. Els dissenys més recents es refereixen a cha-chingers, bucks, green-backs, chedda o smackers.
A les zones de parla francesa de Louisiana, el dòlar es coneix com a piastra i el romanent francès de sous que s'utilitza per referir-se al cèntim. Al Salvador, el dòlar va substituir al colón salvadorenc sota la presidència de Francisco Flores Pérez. A Panamà, l'equivalent de diners és "pal", a l'Equador, el dòlar es coneix com a "plata", al Perú, un sobrenom per al dòlar dels EUA és "coco", que és un nom afectuós per Jorge, una referència al retrat de George Washington en els 1$. Els Porto-riquenys, es refereixen al dòlar com peso i en alguns llocs de Mèxic, els dòlars dels Estats Units es coneixen com a "pesos americanos". Els cubans anomenen el dòlar EUA ula traduït lliurement de l'argot cubà, que vol dir dolent, provinent de la prohibició de tenir dòlars americans l'any 1990. A Espanya, la paraula buck s'ha traduït moltes vegades com pavo.

## Història
El terme dòlar va començar a usar-se per referir-se a les monedes espanyoles que circulaven per les colònies americanes abans que aquestes assolissin la independència. Com a moneda oficial dels nous EUA va ser aprovada el 1786, essent l'única unitat monetària acceptada al país des de 1863. Els primers dòlars es feien d'or i argent, però en va anar baixant la proporció a mesura que els preus dels metalls preciosos fluctuaven i s'encarien.
Amb el nom de Spanish dollar ('dòlar espanyol') es coneixia una moneda espanyola d'argent, el peso, amb el valor de vuit rals, que va tenir una àmplia circulació durant el segle xviii a les colònies espanyoles del Nou Món. L'ús d'aquest dòlar espanyol i del tàler de Maria Teresa com a monedes de curs legal als primerencs Estats Units d'Amèrica és la raó per la qual la moneda nacional nord-americana es va anomenar així. La paraula dollar per designar el tàler, en anglès ja s'usava si fa no fa uns 200 anys abans de la Guerra d'Independència. Els dòlars espanyols, o pieces of eight («peces de vuit») com se'n deia vulgarment, estigueren en circulació a les tretze colònies britàniques que esdevindrien els Estats Units, i van tenir curs legal a Virgínia.
Com a moneda, el dòlar fou inicialment una còpia de la piastra fuerte espanyola, correntment anomenada duro. El 1786 es definí el seu pes en 23,3 grams d'argent; successorment, el 1792, amb l'adopció del model bimetal·lista, es redefiní i fou fixat en 24,06 grams d'argent o 1.603,8 mil·ligrams d'or. La relació de la moneda envers el seu pes en or es modificà el 1837, a causa de l'escassetat que hi havia d'aquest metall, i es fixà en 1.504,656 mg d'or. Més endavant, l'any 1900, es retornà al sistema monometal·lista i el dòlar fou definit només en relació amb l'or. L'any 1934, el dòlar tornà a patir una devaluació i el seu pes en or fou reduït a 888,6706 mg.
El 1944 en virtut dels acords de Bretton Woods, el dòlar fou definit com a moneda de reserva i doblement convertible, en or o en qualsevol altra moneda.
El març del 1968 la convertibilitat en or fou reservada als bancs centrals, i l'agost del 1971 els Estats Units retiraren el seu compromís de convertibilitat en or del dòlar. Des d'aleshores la definició en or i les devaluacions posteriors del dòlar han esdevingut teòriques en comunicar-les al Fons Monetari Internacional, respecte als drets especials de gir.

## El símbol del dòlar

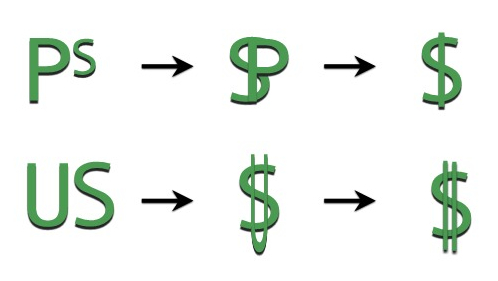
Evolució del símbol del dòlar

Les cintes vermelles sobre les columnes d'Hèrcules formen el símbol de $

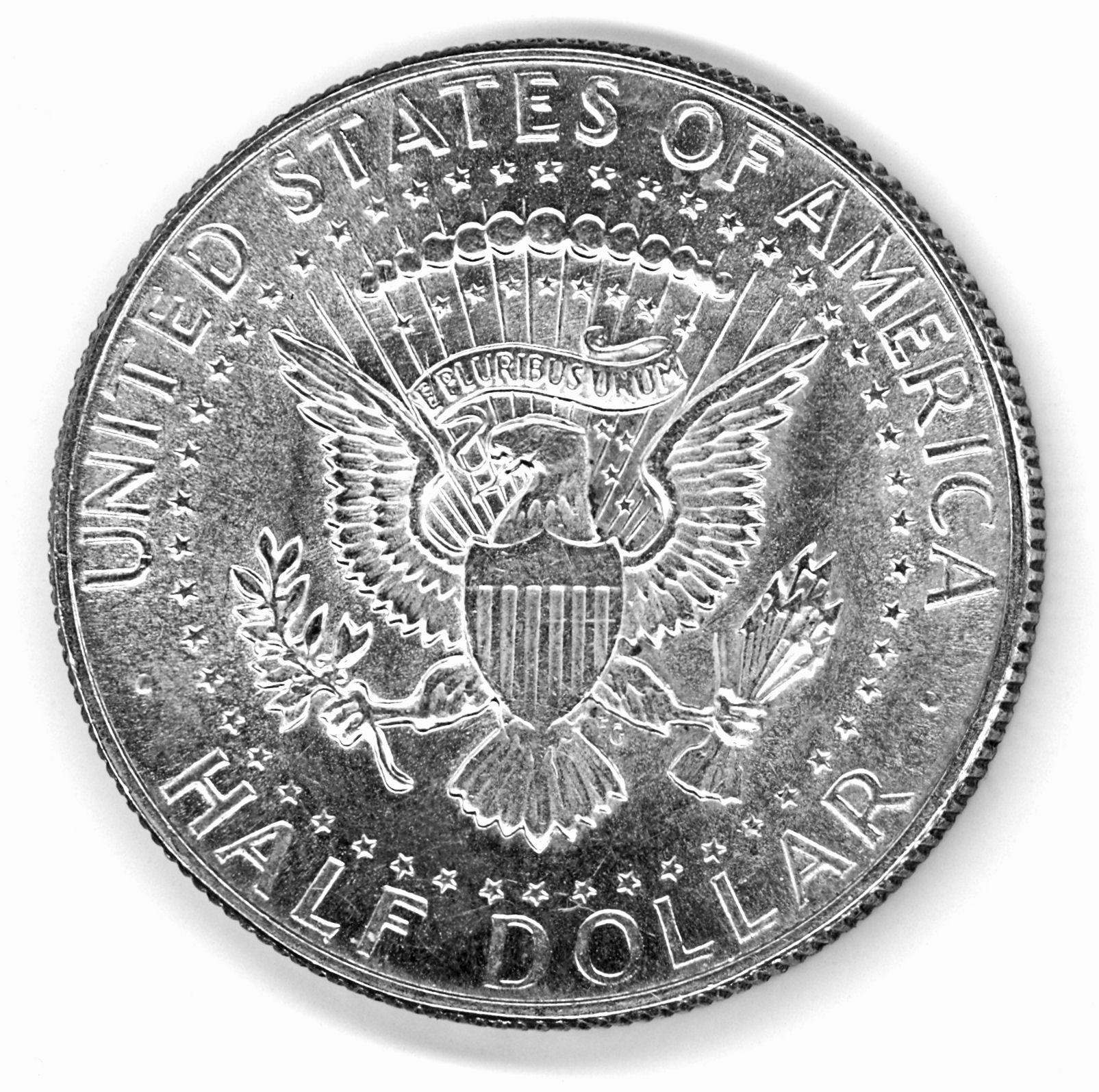
Revers de la moneda de mig dòlar

Hi ha moltes teories sobre l'origen del símbol del dòlar. D'acord amb l'U.S. Bureau of Engraving and Printing, l'Oficina de Gravat i Impressió dels Estats Units, té l'origen en el símbol del peso mexicà, Ps, que va evolucionar a $. Aquest símbol ja era utilitzat abans de la creació del dòlar nord-americà el 1785. Una altra teoria suggereix que les lletres U i S van evolucionar al símbol $ amb dues línies verticals (la U) damunt la S. Una tercera teoria suggereix que el símbol va sorgir de les Columnes d'Hèrcules de l'escut d'Espanya, ja que les monedes fabricades a la Nova Espanya i, després, a la resta de les colònies espanyoles portaven aquest símbol des del temps de l'emperador Carles V.

### Simbologia
Dins la múltiple rumorologia que sempre acompanya el bitllet de dòlar dels EUA, si que hi ha certs símbols i/o curiositats que es poden detectar en el mateix:
- El centre del segell circular de la Reserva Federal hi trobem un seguit de lletres que signifiquen el següent i que varien en funció del bitllet:
  - la lletra majúscula que apareix al centre del segell es refereix a diferents llocs de procedència. En concret als següents: A = Boston, B = Nova York, C = Filadèlfia, D = Cleveland, E = Richmond (Virgínia), F = Atlanta, G = Chicago, H = Saint Louis, I = Minneapolis, J = Kansas City, K = Dallas, i L = San Francisco
- A la vegada, el nombre negre que apareix en tots els bitllets està també vinculat a aquesta procedència. Per exemple, en un bitllet de Dallas, a més de la lletra K, trobarem el número 11 (ja que aquesta lletra ocupa l'onzè lloc en l'alfabet).
- El mussol dibuixat en el bitllet sembla que tindria diferents versions. Algunes persones asseguren veure el dibuix d'un petit mussol (altres han dit que es tracta d'una aranya) al costat del número 1 imprès a la part superior dreta, en concret, el curiós dibuix se situaria a l'esquerra del nombre. El més probable és que es tracti del producte de la imaginació col·lectiva, però hi ha qui el vinculen a la simbologia maçònica, i altres una mica més pràctics, a un altre tipus de mesura per evitar falsificacions.
- Al revers del bitllet de dòlar, des de 1935[18] trobem el Gran Segell dels Estats Units, que no és altra cosa que un signe per a la certificació de documents. I és que els Estats Units no compten amb un escut heràldic. El disseny del segell s'ha mantingut invariable des de l'any 1782. Ben Franklin, John Adams i Thomas Jefferson van prendre part en la seva creació. El seu disseny està molt vinculat als valors del naixement d'una nova nació.
- En el revers del mateix segell llegim la frase en llatí Annuit Coeptis, que pot traduir-se com Aprova les nostres tasques, referint-se a Déu. I és que moltes de les figures emblemàtiques en la concreció dels Estats Units, entre d'altres Franklin o Washington, consideraven que Déu havia de donar el vistiplau a cadascuna de les coses que es feien.
- En el mateix revers que trobem Annuit Coeptis, trobem una segona frase en llatí, Novus Ordo Seclorum la traducció de la qual seria: Nou ordre dels segles. Charles Thomson,[18] una de les figures implicades en el disseny del segell, va proposar aquesta frase que ve a referir al que ell mateix deia com La nova Era Americana, que hauria començat el 1776 amb la Declaració d'Independència.
- Els nombres romans en la piràmide del revers. El mateix segell té, també en el seu revers, el dibuix d'una piràmide de 13 pisos (en representació dels 13 estats inicials), i coronada per un triangle amb un ull inscrit. Doncs bé, a la part de baix de la piràmide, podem llegir la data de 1776, però escrita en nombres romans: MDCCLXXVI, any en què va ser signada la Declaració d'Independència.
- Aquesta piràmide apareix truncada (li falta la part superior) i coronada amb un triangle i un ull. Thomson va dir que simbolitzava força i durada, però no va explicar la raó per la qual aquesta piràmide està inacabada. Molts ho associen al fet que els Estats Units estaven encara inconclosos, amb només 13 membres. L'ull inscrit en el triangle a la part alta de la piràmide representa, de nou, el fort caràcter religiós de la nació i la creença que Déu els afavoria. De nou, al voltant d'aquest símbol, han sorgit nombrosos rumors que l'associen amb la maçoneria.
- E Pluribus Unum. Aquesta tercera frase en llatí apareix a l'anvers del Gran Segell Americà, decorat amb el dibuix d'una àguila. Significa De diversos, un, és a dir, diversos estats conformant una única nació. L'àguila va ser el símbol triat per tractar-se d'una espècie animal nativa del país; aquesta sosté, en una de les seves urpes, una branca d'olivera amb tretze fulles, i en l'altra, tretze fletxes; simbolitzant així la pau i la guerra.

## Monedes i bitllets
El dòlar està dividit en 100 cèntims (cents) i el seu símbol és ¢. Actualment les fraccions menors al dòlar són emeses en monedes que reben diferents noms:
- penny o cent: 1 ¢, amb l'efígie d'Abraham Lincoln;
- nickel: 5 ¢, amb l'efígie de Thomas Jefferson;
- dime: 10 ¢, amb l'efígie de Franklin Delano Roosevelt;
- quarter: 25 ¢, amb l'efígie de George Washington.

També hi ha monedes de 50 ¢ (amb l'efígie de John Fitzgerald Kennedy) i de dòlar, però no són gaire utilitzades en les transaccions comercials.
Les emissions en bitllet són d'1, 5, 10, 20, 50 i 100 $. Anteriorment hi va haver bitllets de 1.000 $ i de valors superiors. Els bitllets porten impreses les efígies dels presidents Washington, Jefferson i Lincoln als valors més baixos; la d'Alexander Hamilton als bitllets de 10 $, la d'Andrew Jackson als de 20 $, la d'Ulysses S. Grant als de 50 $ i la de Benjamin Franklin als de 100 $.

### Monedes
| Valor (en $) | Efígie                       | Revers                                           | Mostra                      |
| ------------ | ---------------------------- | ------------------------------------------------ | --------------------------- |
| 0,01 $       | Abraham Lincoln              | Monument a Lincoln                               | Penny, cara · Penny, creu   |
| 0,05 $       | Thomas Jefferson             | Monticello                                       | Nickel, creu                |
| 0,10 $       | Franklin D. Roosevelt        |                                                  | Dime, cara · Dime, creu     |
| 0,25 $       | George Washington            | Gran Segell dels Estats Units (altres versions)  | Quart, creu                 |
| 0,50 $       | John F. Kennedy              | Gran Segell dels Estats Units (una altra versió) | Mig dòlar · Mig dòlar, creu |
| 1 $          | Sacajawea (una altra versió) | Àguila (una altra versió)                        | Un dòlar                    |

### Bitllets

#### Actuals
| Valor (en $)              | Efígie             | Mostra           |
| ------------------------- | ------------------ | ---------------- |
| 1 $                       | George Washington  | Un dòlar         |
| 2 $ (rarament utilitzats) | Thomas Jefferson   | Dos dòlars       |
| 5 $                       | Abraham Lincoln    | Cinc dòlars      |
| 10 $                      | Alexander Hamilton | Deu dòlars       |
| 20 $                      | Andrew Jackson     | Vint dòlars      |
| 50 $                      | Ulysses S. Grant   | Cinquanta dòlars |
| 100 $                     | Benjamin Franklin  | Cent dòlars      |

#### Fora de circulació
Els bitllets indicats a la taula anterior són els bitlles de dòlar que s'emeten avui en dia; això no obstant, durant un període se n'emeteren d'un valor més elevat. Aquests bitllets foren freqüents des dels inicis del govern dels Estats Units: l'any 1861 s'emeteren pagarés meritoris d'interessos per valor de 500$, 1.000$ i 5.000$; el 1865 s'emeteren certificats d'or per valor de 10.000 dòlars.
El 1929 i 1945, juntament amb els bitllets dels valors normals d'1 a 100 dòlars, se'n van emetre també de valors alts, amb la mateixa mida i característiques de les emissions habituals. Així, hi va haver els següents bitllets:
- 500 $: pioner John Marshall (1918), William McKinley (1928),[19] segons l'estàndard de 1929, equivalent a 6.375,24 dòlars actuals.
- 1.000 $: Grover Cleveland, segons l'estàndard de 1929,[19] equivalent a 12.750,49 dòlars actuals.
- 5.000 $: James Madison, segons l'estàndard de 1929,[19] equivalent a 63.752,44 dòlars actuals.
- 10.000 $: Salmon P. Chase, segons l'estàndard de 1929,[19] equivalent a 127.504,87 dòlars actuals.
- 100.000 $: Woodrow Wilson, segons l'estàndard de 1934,[19] equivalent a 1.631.172,07 dòlars actuals.

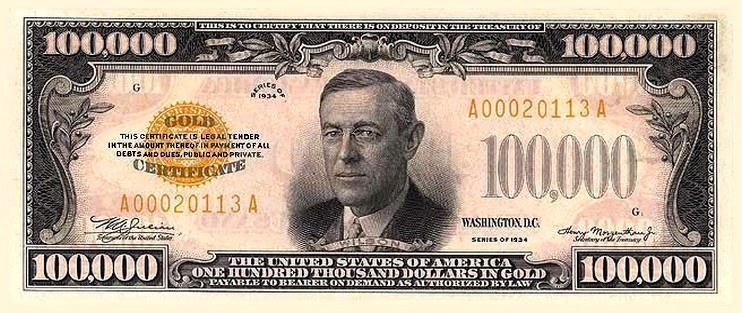
100.000 $ de 1934
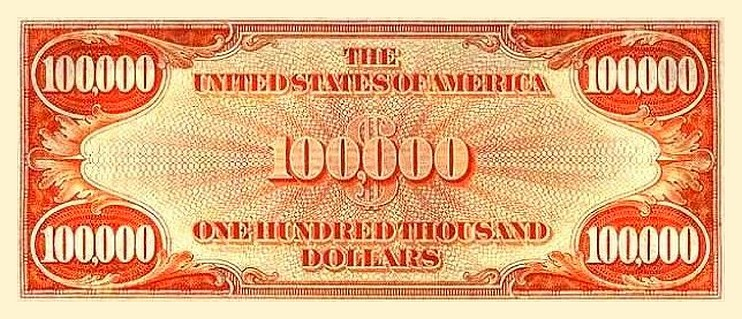
100.000 $ de 1934
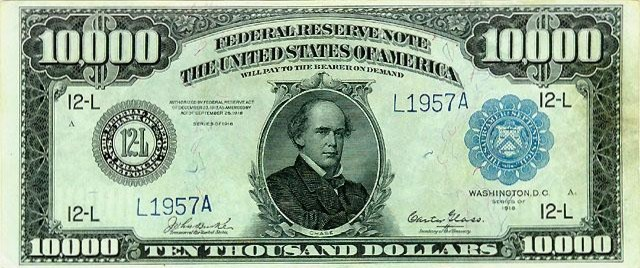
10.000 $ de 1918
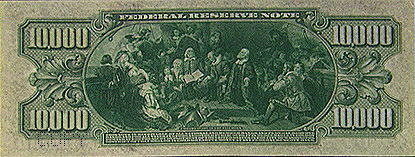
10.000 $ de 1918
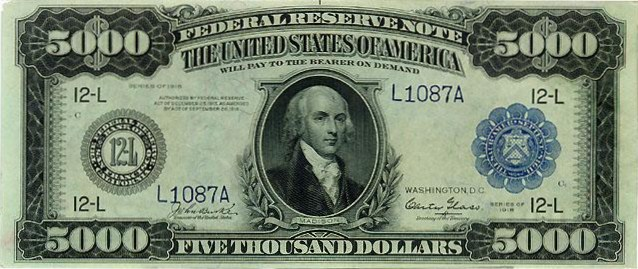
5.000 $ de 1918
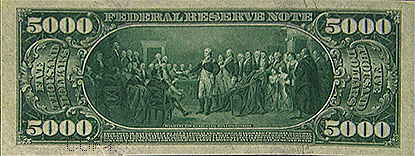
5.000 $ de 1918
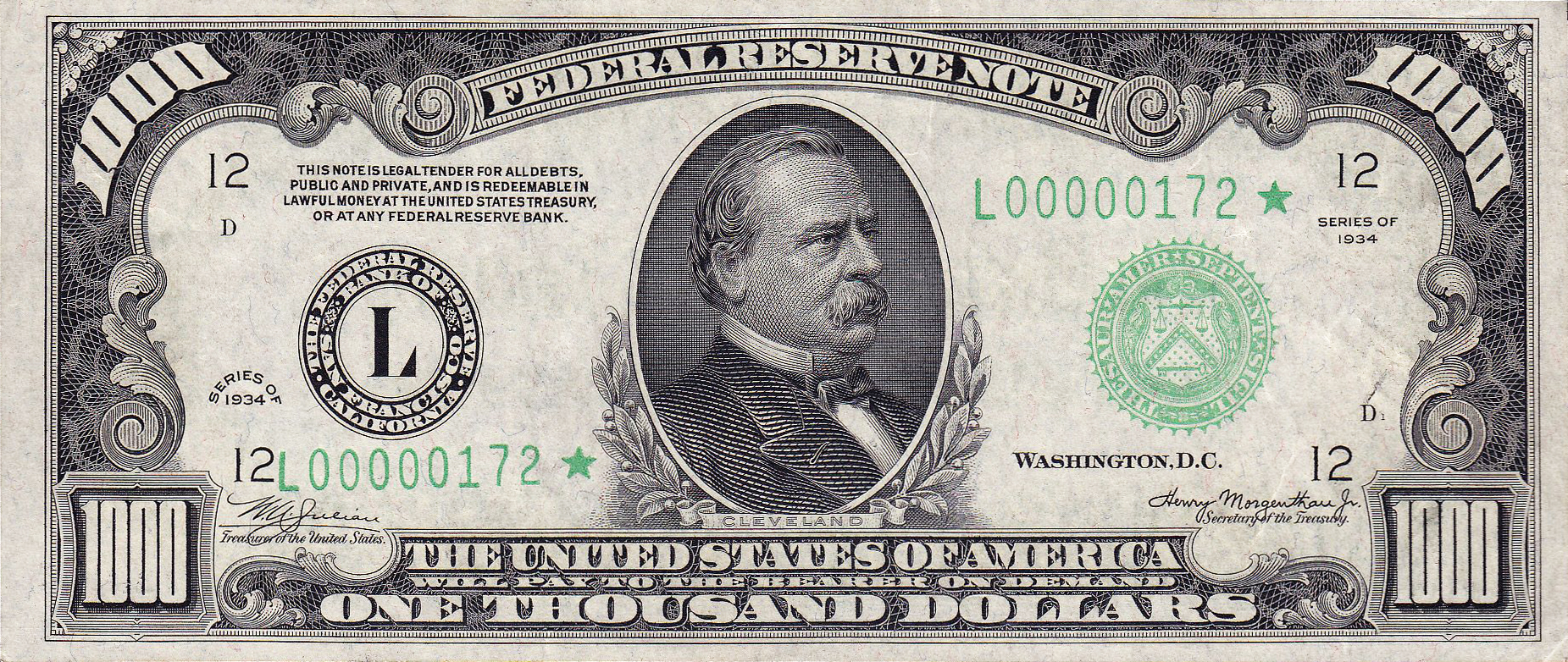
1.000 $ de 1928
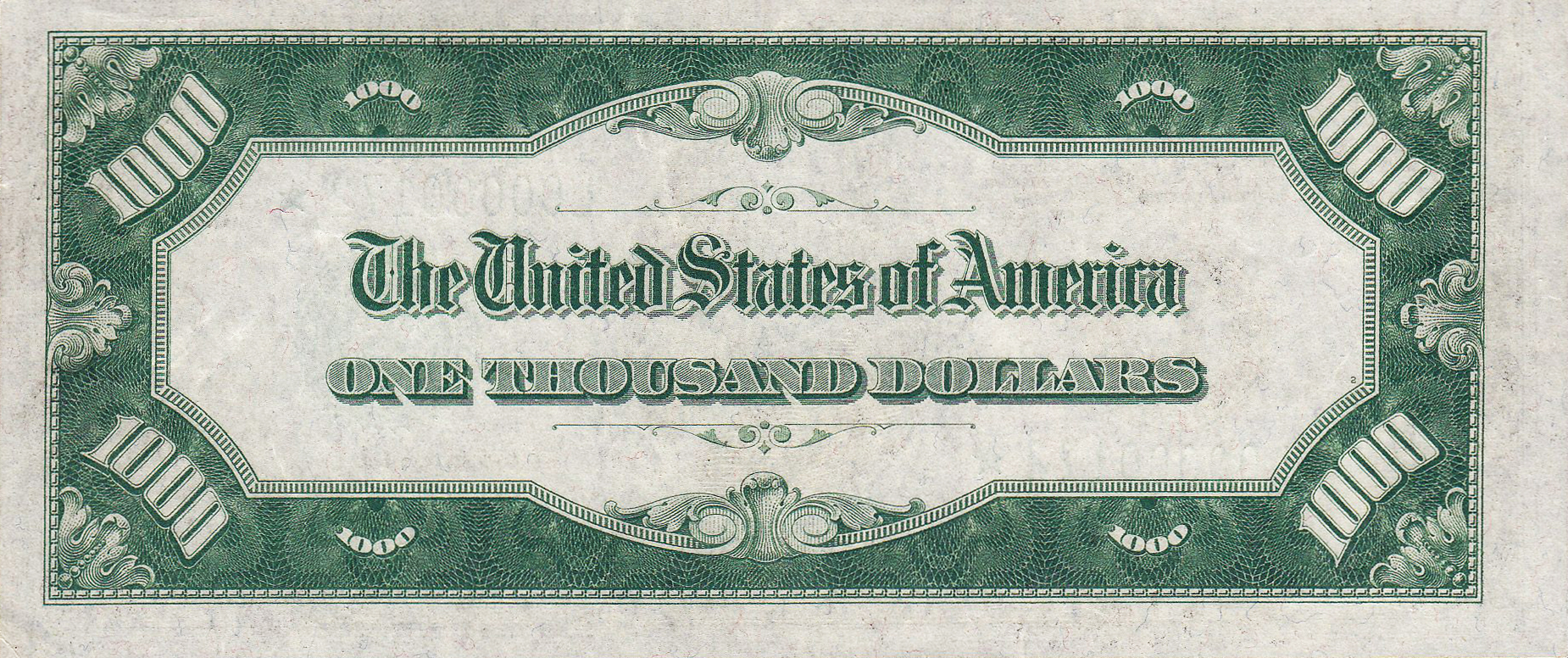
1.000 $ de 1928
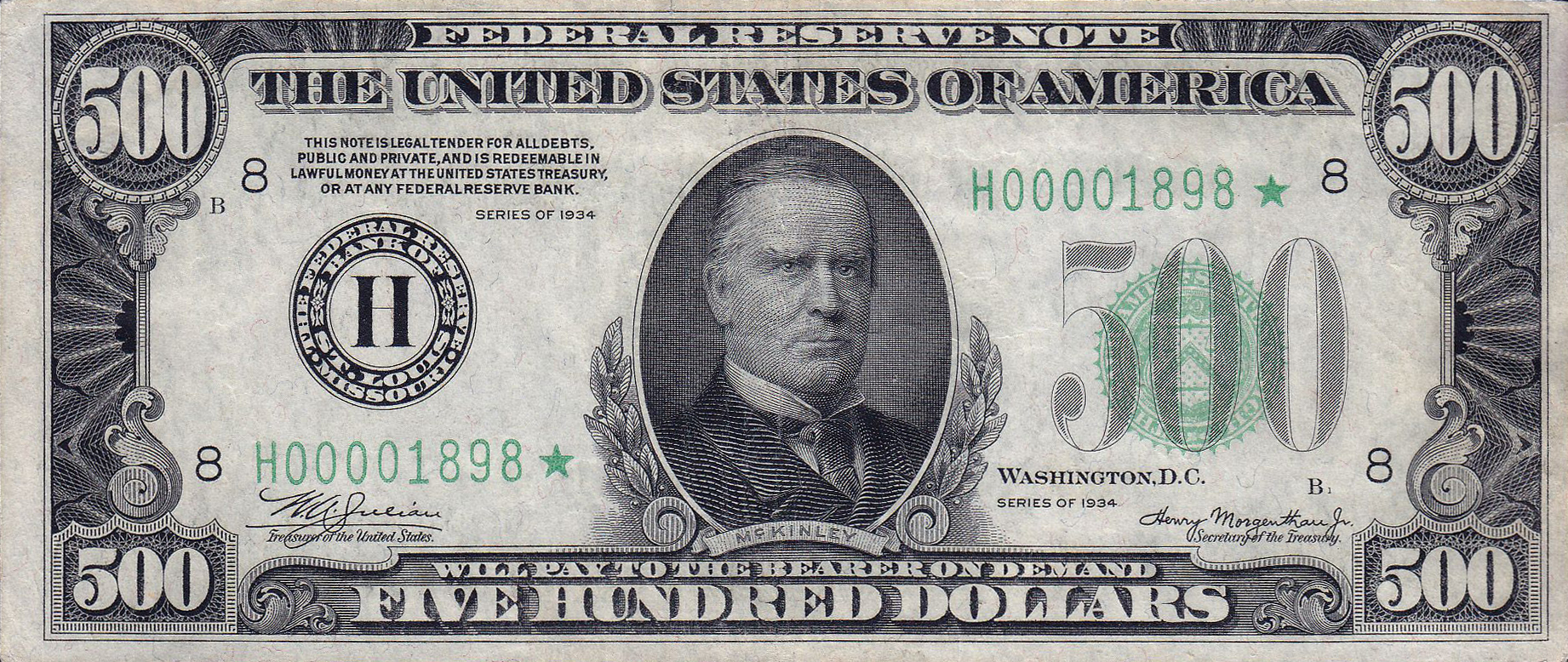
500 $ de 1928
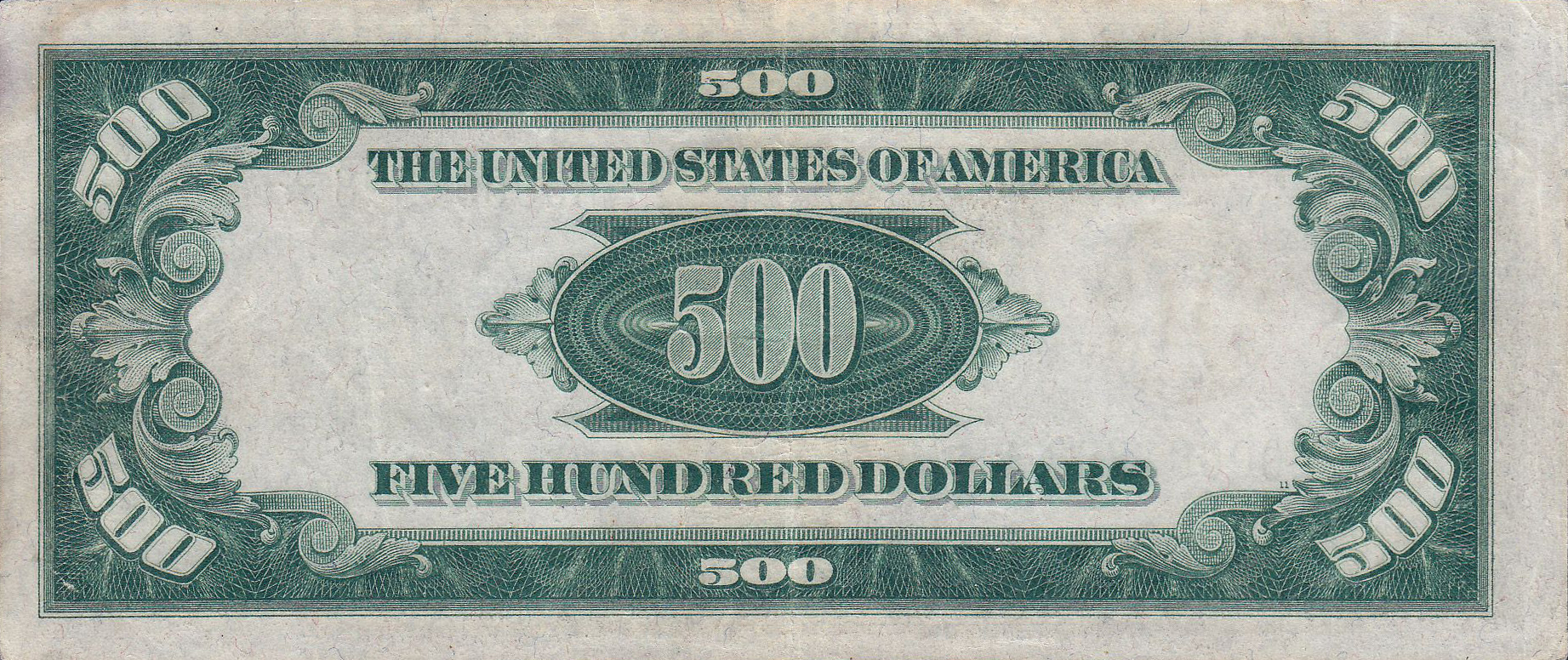
500 $ de 1928

Els bitllets de valors superiors a 100 dòlars foren retirats de la circulació l'any 1969 pel president Richard Nixon com a part del seu pla per combatre la màfia.

## Taxes de canvi
| | 1970*  | 1980*  | 1985*  | 1990*  | 1993   | 1999   | 2000   | 2001   | 2002    | 2003   | 2004   | 2005   | 2006   | 2007   | 2008   | 2009   | 2010    | 2011   | 2012  |  |
| --- | ------ | ------ | ------ | ------ | ------ | ------ | ------ | ------ | ------- | ------ | ------ | ------ | ------ | ------ | ------ | ------ | ------- | ------ | ----- |  |
| Euro | —      | —      | —      | 0.8343 | 0.8551 | 0.9387 | 1.0832 | 1.1171 | 1.0578  | 0.8833 | 0.8040 | 0.8033 | 0.7960 | 0.7293 | 0.6791 | 0.7176 | 0.6739  | 0.7178 |       |  |
| Ien | 357.6  | 240.45 | 250.35 | 146.25 | 111.08 | 113.73 | 107.80 | 121.57 | 125.22  | 115.94 | 108.15 | 110.11 | 116.31 | 117.76 | 103.39 | 93.68  | 87.78   | 79.70  |       |  |
| Lliura esterlina | 0.4484 | 0.8613 | 0.6207 | 0.6660 | 0.6184 | 0.6598 | 0.6946 | 0.6656 | 0.6117  | 0.5456 | 0.5493 | 0.5425 | 0.4995 | 0.5392 | 0.6385 | 0.4548 | 0.6233  |        |       |  |
| Dòlar canadenc | 1.081  | 1.168  | 1.321  | 1.1605 | 1.2902 | 1.4858 | 1.4855 | 1.5487 | 1.5704  | 1.4008 | 1.3017 | 1.2115 | 1.1340 | 1.0734 | 1.0660 | 1.1412 | 1.0298  | 0.9887 |       |  |
| Peso mexicà | —      | 2.80¹  | 2.67¹  | 2.50¹  | 3.1237 | 9.553  | 9.459  | 9.337  | 9.663   | 10.793 | 11.290 | 10.894 | 10.906 | 10.928 | 11.143 | 13.498 | 12.623  | 12.427 |       |  |
| Renminbi yuan | 2.46   | 1.7050 | 2.9366 | 4.7832 | 5.7620 | 8.2783 | 8.2784 | 8.2770 | 8.2771  | 8.2772 | 8.2768 | 8.1936 | 7.9723 | 7.6058 | 6.9477 | 6.8307 | 6.7696  | 6.4630 |       |  |
| Rupia índia | –      | 8.000  | 12.38  | 16.96  | 31.291 | 43.13  | 45.00  | 47.22  | 48.63   | 46.59  | 45.26  | 44.00  | 45.19  | 41.18  | 43.39  | 48.33  | 45.65   | 46.58  | 54.08 |  |
| Dòlar de Singapur | —      | —      | 2.179  | 1.903  | 1.6158 | 1.6951 | 1.7361 | 1.7930 | 1.7908  | 1.7429 | 1.6902 | 1.6639 | 1.5882 | 1.5065 | 1.4140 | 1.4543 | 1.24586 | 1.2565 |       |  |
| Rand | 0.7182 | 0.7780 | 2.2343 | 2.5600 | 3.2729 | 6.1191 | 6.9468 | 8.6093 | 10.5176 | 7.5550 | 6.4402 | 6.3606 | 6.7668 | 7.0477 | 8.2480 | 8.4117 | 7.3159  | 7.2510 |       |  |
| Font: Últims 4 anys 2005-2002 2003–2000 1996–1999 1993–1996 1990 1970–1992 1970–1985 Canadà, Xina, Mèxic 1. Abans de la devaluació del Peso Mexicà. |        |        |        |        |        |        |        |        |         |        |        |        |        |        |        |        |         |        |       |  |

- Yahoo Finance. «Dòlar australià».
- Yahoo Finance. «Dòlar canadenc».
- Yahoo Finance. «Euro».
- Yahoo Finance. «Ien japonès».
- Yahoo Finance. «Lliura esterlina».
- Yahoo Finance. «Peso mexicà».